# Luis Herrera Rojas
Luis Juan Herrera Rojas; político liberal chileno. Nació en Elqui, el 8 de abril de 1829. Falleció en Cauquenes el 14 de febrero de 1876. Hijo de don Juan de Dios Herrera y doña Javiera Rojas. Estudió en el Liceo de La Serena y luego en la Universidad de Chile, graduándose de abogado en julio de 1861.
Se desempeñó como redactor del periódico El Tiempo, un diario serenense. Se desempeñó en funciones administrativas de la Intendencia de Coquimbo. 
Elegido Diputado por La Serena y Elqui en 1858, cargo al que fue reelegido en 1861 y 1864. 
Fue enviado al Perú como encargado de negocios de Chile. En esta misión fue hostilizado por el general Ramón Castilla y sostenido enérgicamente por el gobierno de Chile.